# STAR LIGHT JOURNEY
「STAR LIGHT JOURNEY」（スター・ライト・ジャーニー）は、いきものがかりの楽曲。自身の5作目の配信シングルとしてソニー・ミュージックレーベルズ / エピックレコードジャパンからダウンロード配信で2019年11月2日に発売された。

## 解説
AbemaTV配信のリアリティショー『こじらせ森の美女～私どうしてモテないの～』主題歌として水野が書き下ろしたミディアムチューンナンバーで、同番組の配信開始日の午前0時に配信リリースされた。リリースに先行して、同年10月21日にYouTubeで公開された同番組の予告動画でも使用されている。
選曲を行っていた際に、この曲の元となったメロディを吉岡が「あのタイプの曲がいい」と言ったため、そのメロディを元に水野が書き直して制作した。本間昭光のアレンジによるイントロについては「インパクトが強すぎるんじゃないか」など意見が分かれたという。本間はこの曲を面白がってくれたといい、本間が多くのアイデアを出したことで「ある種の背景を感じるような仕上がりになったと思う」と水野は話している。

## 曲情報
| 全作詞・作曲: 水野良樹。 |                        |           |            |          |      |
| #                        | タイトル               | 作詞      | 作曲・編曲 | 編曲     | 時間 |
| 1.                       | 「STAR LIGHT JOURNEY」 | 水野良樹  | 水野良樹   | 本間昭光 | 5:20 |
| 合計時間:                | 合計時間:              | 合計時間: | 5:20       |          |      |

### スタジオ・ミュージシャン
出典：
- Drums：山木秀夫
- Bass：根岸孝旨
- Acoustic & Electric Guitar：林部直樹
- Strings：室屋光一郎ストリングス
- Acoustic Piano & Other Instruments：本間昭光

## 収録アルバム
- WE DO